# Rzuchów (województwo śląskie)
Rzuchów (niem. Schönburg, do 1908 roku Rzuchow) – wieś w Polsce położona w województwie śląskim, w powiecie raciborskim, w gminie Kornowac.
W latach 1975–1998 miejscowość położona była w województwie katowickim.

## Geografia
Miejscowość jest położona wysoko na doliną Odry dochodząca w niektórych miejscach do 100 metrów sprawia wrażenie punktu widokowego, o przepięknym malowniczym położeniu. W miejscowości istnieją liczne lasy.

## Historia
Wieś po raz pierwszy została odnotowana w 1415 roku (Jeschko Schelig von Rzuchow). W 1479 roku wieś była własnością rodu Rzuchowskich, a w 1603 roku własnością Jana Szeligi, a jeden z jego potomków – Wacław Scheliga – był kanclerzem cesarskim. Od końca XVII wieku miejscowość przechodziła z rąk do rąk, a jej właścicielami byli m.in. Albert von Troppau, Gustaw Schön oraz Heinrich Himmel Franiczek.

## Zabytki

### Pałac
Zbudowany w latach osiemdziesiątych XIX wieku przez Heinricha Himmla, który był jego pierwszym właścicielem, po nim przejął go Joachim von Klützow. Po II wojnie światowej został zniszczony, a jego odnowy dokonało Ministerstwo Zdrowia i Opieki Społecznej, bowiem przez pewien okres mieścił się tam państwowy dom dziecka. Obecnie jest odnawiany przez nowego właściciela. Otoczony parkiem krajobrazowym z licznymi krzewami egzotycznymi, jedynym w gminie pomnikiem przyrody – dębem szypułkowym liczącym około 250 lat.

## Kościół
W miejscowości znajduje się kościół pw. św. Krzysztofa. Został zbudowany staraniem proboszcza Krzysztofa Spyry z ofiar mieszkańców parafii Pstrążna. Poświęcony w 1998 roku przez abp Damiana Zimonia.

## Miejsca pamięci
- Kapliczka przy wejściu do parku – upamiętnia Wincentego Kocura, Alfonsa Strączka i Romana Prefeta poległych w walkach o wyzwolenie ziemi śląskiej w III powstaniu śląskim[5].